# 小行星8727
小行星8727（英語：8727）是一颗围绕太阳公转的小行星。1996年11月3日，上田清二、金田宏在钏路市发现了此天体。
这颗小行星的绝对星等为262.627669660108等。